# Carl Dehnhardt

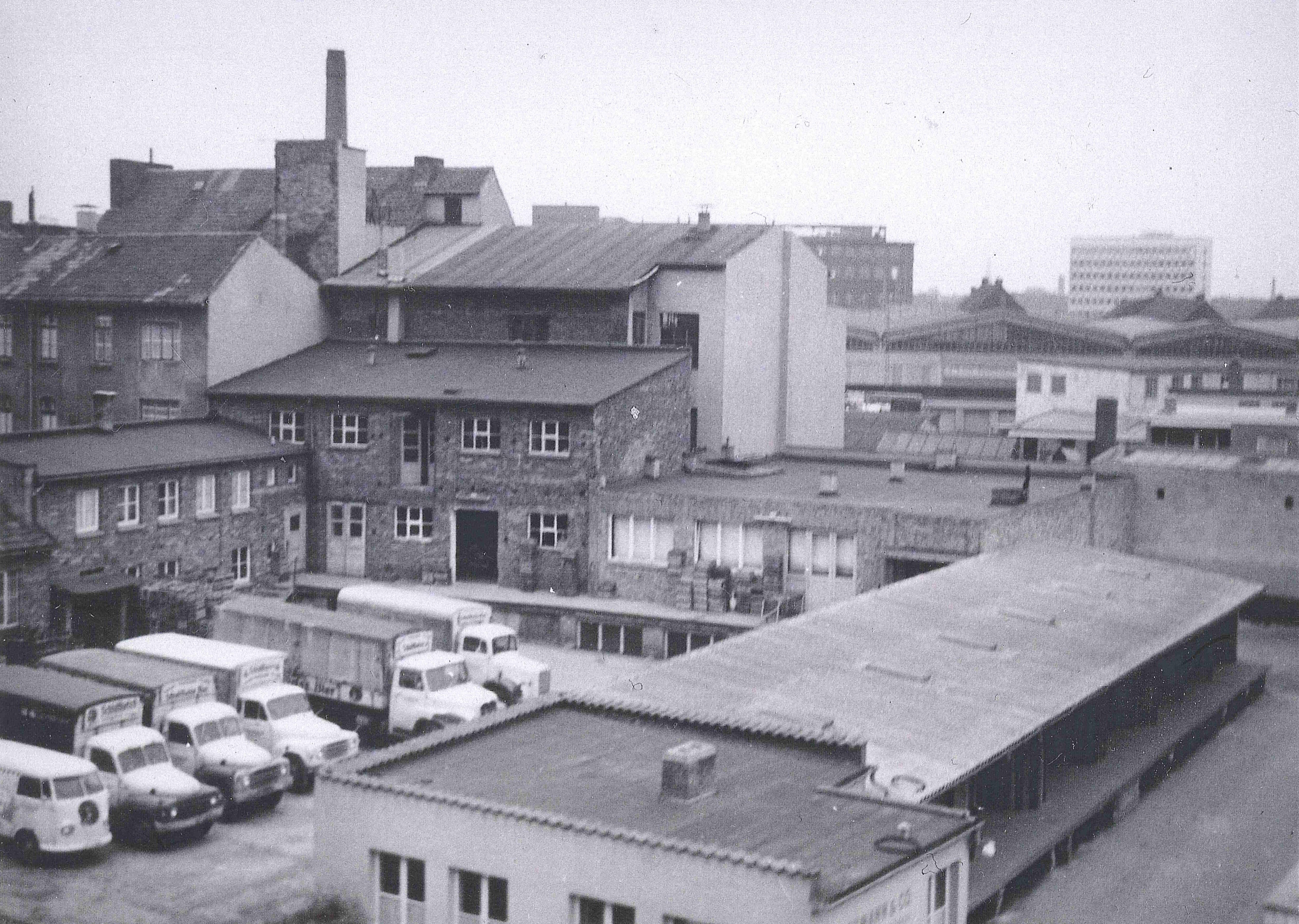
Fuhrpark der Firma Carl Dehnhardt im Hof der Windthorststraße 3/4 in der Nordstadt von Hannover;
im Vordergrund links; Blick in Richtung Hauptgüterbahnhof und Continental AG an der Vahrenwalder Straße; circa 1950er Jahre

Carl Dehnhardt, Markenzeichen CeDe, war der Name einer Firma und eines Fruchtsaft- und Limonaden-Getränke-Herstellers mit angeschlossener Mineralwasser-Fabrik in Hannover.

## Geschichte
In der Gründerzeit des Deutschen Kaiserreichs verzeichnete das Adressbuch, Stadt- und Geschäftshandbuch der Königlichen Residenzstadt Hannover und der Stadt Linden erstmals im Jahr 1882 den Kaufmann Karl Dehnhardt. Dieser betrieb in der – damaligen – Fernroderstraße 17 Ecke Alte Celler Heerstraße und Hallerstraße im ehemaligen Ort Fernrode sein Unternehmen im Hause des Mietkutschers Friedrich Busse, allerdings im ersten Obergeschoss des Gebäudes. Zum April 1885 kündigte Dehnhardt die Verlegung seines Geschäftssitzes in das zweite Stockwerk des Hauses Ludwigstraße 12 an. Während Dehnhardt dort noch 1886 mit seinem Vornamen Karl firmierte, trat er 1887 erstmals unter dem Firmennamen Carl Dehnhardt und dem Zusatz „Waaren-Agentur-Geschäft“ auf, der mit der Telefonnummer 462 Inhaber einer der ersten Fernsprech-Anschlüsse der Stadt war. Im Adressbuch von 1889 hatte er auch als Inhaber den Namen Carl Dehnhardt angenommen. Im Folgejahr 1890 war der Geschäftssitz in die Sedanstraße 29 verlegt worden, wieder im zweiten Stockwerk.
Ein Jahrzehnt später hatte er Carl Dehnhardt seine gleichnamige Firma und seinen privaten Wohnsitz unter Beibehaltung der Telefonnummer in den zweiten Stock der Bödekerstraße 69 verlegt.

Werbe-Signet Bilz-Brause, vor 1905

Spätestens 1910 hatte Dehnhardt, der privat in den zweiten Stock der Oskar-Winter-Straße 1 umgezogen war, seine Firma in die Windthorstraße 3/4 verlegt, eine schon zuvor 1894 angelegte Straße in der Nordstadt von Hannover, die von der Scheffelstraße zur Paulstraße führt. Spätestens in jenem Jahr hatte Dehnhardt seine Firma in das Handelsregister mit der Nummer A 1133 eintragen lassen. Mit dem Unternehmen trat er nun als Handelsagent und Generalvertreter der Bilz Sinalco auf sowie als Geschäftsstelle der Pure Oil Company Hamburg.

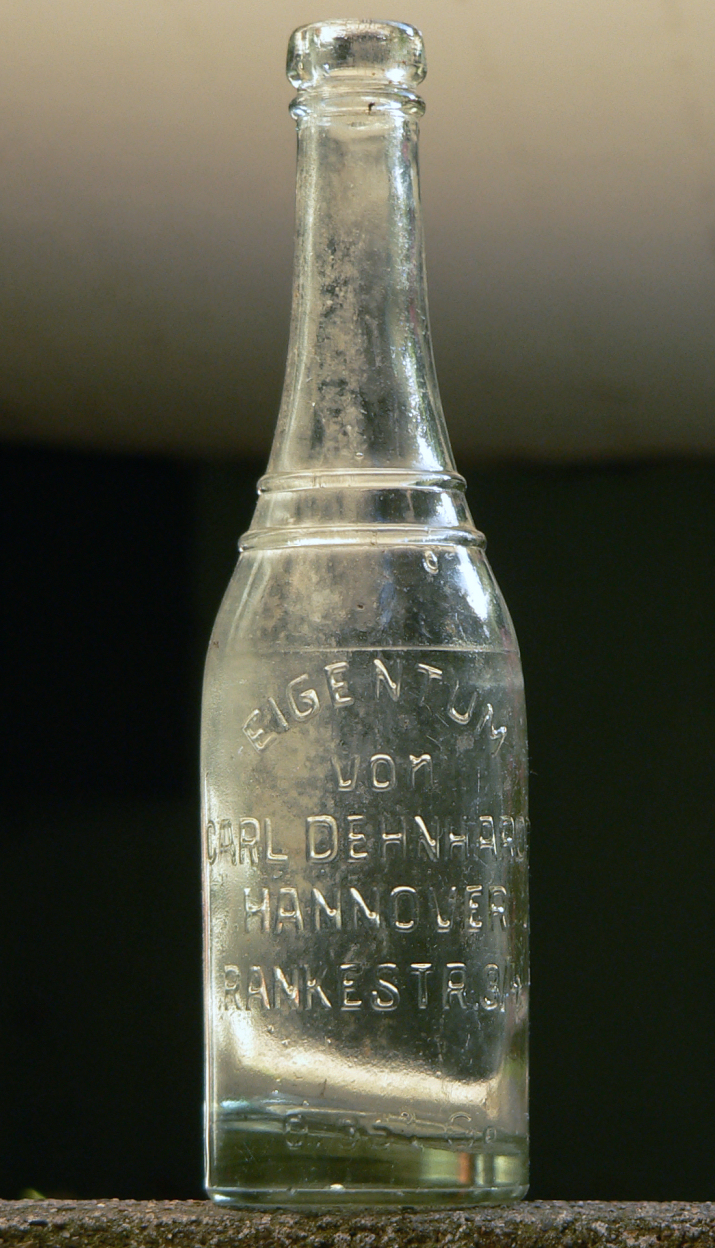
Pfandflasche aus dem „Eigentum von Carl Dehnhardt Hannover Rankestr. 3 / 4“

Spätestens im Jahr der Machtergreifung durch die Nationalsozialisten im Jahr 1933 firmierte das Unternehmen, das nun die Kaufleute Carl Dehnhardt sowie Otto Dehnhardt zu Inhabern hatte, als „Handelsvertretungen und Mineralwasserfabrik“. Im selben Jahr verzeichnete das Adressbuch von 1933 aber auch die Kaufmannswitwe Elisabeth Dehnhardt mit privatem Wohnsitz in der Oskar-Winter-Straße 1.
Im Jahr 1937 wurde der nach dem Zentrumsführer Ludwig Windthorst benannte Firmensitz von Carl Dehnhardt in Rankestraße umbenannt; nach dem Historiker Leopold von Ranke (bis 1945).
Ebenfalls zur Zeit des Nationalsozialismus war der am 14. September 1915 in Leer geborene und noch ledige Meier Willi Frank jüdischer Religionszugehörigkeit als Arbeiter in der „Mineralwasserfabrik Carl Dehnhardt“ tätig, bevor er im Zuge der Aktion Lauterbacher vom sogenannten „Judenhaus“ in der Josephstraße 22 (später: Otto-Brenner-Straße) nach Riga in das dortige Konzentrationslager deportiert wurde. Von ihm hat sich unter anderem eine „Vermögensaufstellung“ erhalten.
Von der Mineralwasserfabrik in der Windhorststraße hat sich zudem ein im Stil eines Werbeplakates entworfener und auf Pappe vielfarbig gedruckter großformatiger Werbeaufhänger erhalten mit der Abbildung einer Flasche „Apfelsine-Limonade“ vor teils exotischen Früchten aus Übersee. Über der Adresse des Produzenten findet sich der Werbespruch „‚CeDe‘ Natura Fruchtsaft-Limonaden / nur mit edlem Fruchtsaft hergestellt / sterilisiert keimfrei! / An Qualität unerreicht.“

## Archivalien
Archivalien von und über Carl Dehnhardt finden sich beispielsweise
- als Akte des bei Dehnhardt beschäftigten jüdischen Arbeiters Meier Willi Frank im Niedersächsischen Landesarchiv (Standort Hannover) aus dem Jahr der Deportation 1941, Archivsignatur NLA HA Hann. 210 Acc. 2004/023 Nr. 503, Organisations- und Aktenzeichen O.5205-J.329-P211b[12]